# Cœur de dragon 3 : La Malédiction du sorcier
Série
Cœur de dragon : Un nouveau départ
(2000) Dragonheart : La Bataille du cœur de feu
(2017)
Pour plus de détails, voir Fiche technique et Distribution.
Cœur de dragon 3 : La Malédiction du sorcier (Dragonheart 3: The Sorcerer's Curse) est un film d'aventures et fantastique américain réalisé par Colin Teague et sorti en 2015 directement en vidéo.
Il s'agit du troisième opus de la saga Cœur de dragon.

## Fiche technique
Sauf indication contraire, les informations mentionnées dans cette section peuvent être confirmées par la base de données cinématographiques IMDb,  présente dans la section « Liens externes ».
- Titre original : Dragonheart 3: The Sorcerer's Curse
- Titre français : Cœur de dragon 3 : La malédiction du sorcier
- Réalisation : Colin Teague
- Scénario : Matthew Feitshans, d'après les personnages créés par Patrick Read Johnson et Charles Edward Pogue
- Musique : Mark McKenzie
- Direction artistique : Andreea Popa
- Décors : Dan Toader et Oana Marinescu
- Costumes : Oana Paunescu
- Photographie : David Luther
- Son : Paul Hamblin, Nicolae Radu
- Montage : Fiona Colbeck, Charlene Short et Eric Strand
- Production : Raffaella De Laurentiis

Production exécutive : Hester Hargett et Bogdan Moncea
Production déléguée : Lisa Gooding
Production associée : Matthew Feitshans et Gary Oldroyd
- Sociétés de production[1] : Raffaella Productions
- Sociétés de distribution[1] : Universal Pictures Home Entertainment (UPHE) (États-Unis), Universal Studios (Monde entier)
- Budget : n/a
- Pays d'origine :  États-Unis
- Langue originale : anglais
- Format[2] : couleur - 1,78:1 (16:9 HD) - son DTS
- Genre : Action, aventure et fantasy
- Durée : 98 minutes
- Dates de sortie[3] :
  - États-Unis, France : 10 février 2015 (sortie directement en vidéo)
- Classification[4] :
  - États-Unis : PG-13 - Parents Strongly Cautioned  (Certaines scènes peuvent heurter les enfants de moins de 13 ans - Accord parental recommandé, film déconseillé aux moins de 13 ans) (Classé PG-13 pour des séquences intenses de violence et d'action, et une brève sensualité).
  - France : Tous publics[5].

## Distribution
- Julian Morris (VF : Taric Mehani) : Gareth
- Ben Kingsley (VF : Bernard Lanneau) : Drago (voix)
- Tamzin Merchant (VF : Adeline Chetail) : Rhonu
- Jassa Ahluwalia (en) (VF : Benjamin Bollen) : Lorne
- Dominic Mafham (en) (VF : Marc Bretonnière) : Sir Horsa
- Jonjo O'Neill (en) (VF : Benjamin Pascal) : Brude
- Jake Curran (VF : Constantin Pappas) : Traevor
- Harry Lister Smith (VF : Hervé Grull) : Kalin
- Duncan Preston (en) (VF : Bernard Demory) : Elisedd
- Roger Ashton-Griffiths (VF : Michel Voletti) : The Potter

 Source et légende : version française (VF) sur RS Doublage

## Accueil

### Accueil critique
Aux États-Unis, le long-métrage a reçu un accueil critique mitigé :
- Sur Internet Movie Database, il obtient un score de 5,1⁄10 sur la base de 3 273 critiques[7].

En France, les retours sont tout aussi mitigé :
- Sur Allociné, il obtient une moyenne de 3⁄5 sur la base 14 critiques de la part des spectateurs[8].
- Sur SensCritique, il obtient une moyenne de 3,6⁄10 sur la base de 117 retours du public dont 4 coups de coeur et 52 envies[9].
- Sur Télérama, la note des spectateurs est de 3,05⁄5 pour 5 critiques[10].

## Éditions en vidéo
- Cœur de dragon 3 : La Malédiction du sorcier est sorti en : 
  - DVD et Blu-ray le 14 avril 2015[5],[11]
  - VàD le 18 mars 2017[11]

## Sagas
- Cœur de dragon (Dragonheart), sorti en 1996.
- Cœur de dragon : Un nouveau départ (Dragonheart: A New Beginning), réalisée par Doug Lefler est sorti directement en vidéo en 2000.
- Dragonheart : La Bataille du cœur de feu (Dragonheart: Battle for the Heartfire), réalisée par Patrik Syversen, est sorti directement en DVD et Blu-ray en 2017.
- DragonHeart La Vengeance (Dragonheart: Vengeance), réalisée par Ivan Silvestrini est sorti directement en DVD et Blu-ray en 2020.